# Zingiber rufopilosum
Gừng lông hung (danh pháp khoa học: Zingiber rufopilosum) là một loài thực vật có hoa trong họ Gừng. Loài này được François Gagnepain miêu tả khoa học đầu tiên cuối năm 1902 nhưng xuất bản năm 1903.

## Mẫu định danh
Mẫu định danh: Balansa B. 4228; thu thập tháng 9 năm 1886, tọa độ 21°3′19″B 105°21′59″Đ / 21,05528°B 105,36639°Đ, gần Tu Phap, núi Ba Vì, Hà Nội, Việt Nam. Mẫu này lưu giữ tại Bảo tàng Lịch sử Tự nhiên Quốc gia Pháp (P) và được Gagnepain liệt kê khi mô tả loài này. Website của Bảo tàng Lịch sử Tự nhiên Quốc gia Pháp coi mẫu này là isosyntype cùng với mẫu Balansa B. 4229; thu thập năm 1888, tọa độ 21°3′26″B 105°21′59″Đ / 21,05722°B 105,36639°Đ, thung lũng Lankok, núi Ba Vì, Hà Nội, Việt Nam. Mẫu này cũng lưu giữ tại P.

## Từ nguyên
Tính từ định danh rufopilosum (giống đực: rufopilosus, giống cái: rufopilosa) là tiếng Latinh - bắt nguồn từ rufus nghĩa là hung đỏ và pilosus nghĩa là lông lá; ở đây là để nói tới lông màu hung đỏ che phủ thân ở giai đoạn phát triển ban đầu, mặt dưới lá và đỉnh các lá bắc phía dưới, những đặc điểm khác biệt nổi bật của loài này.

## Phân bố
Loài đặc hữu miền bắc Việt Nam (dãy núi Ba Vì).

## Phân loại
Với cụm hoa đầu cành thì Z. rufopilosum thuộc về tổ Dymczewiczia.

## Mô tả
Cây thảo lâu năm, thân rễ mập. Thân giả cao 1-1,3 m. Bẹ dài, mặt ngoài có lông màu hung đỏ, phía dưới rậm, phía trên thưa dần; lưỡi bẹ dài 1–2 mm, cắt cụt, rậm lông màu hung đỏ. Lá rất gần nhau, xếp thành 2 dãy, cuống lá từ gần như không có tới có cuống rất ngắn, dài 2–3 mm; phiến lá hình mác, 15-20 × 2–3 cm, đáy thuôn tròn, đỉnh nhọn thon, bền chắc, mặt trên nhẵn nhụi, mép có lông màu hung đỏ, mặt dưới gần đáy có lông màu hung đỏ, những phần khác trụi lông, gân giữa gần bẹ men xuống rõ nét. Cụm hoa đầu cành không cuống, dạng nón thông (hình thoi), hình trứng-nhọn, ~6 × 3 cm; lá bắc xếp lợp dày đặc, hình xoan tới gần tròn, đường kính ~2 cm, rất nhẵn bóng, có sọc, mép khô xác, 5-6 lá bắc phía dưới cùng với đỉnh có lông màu hung đỏ; lá bắc hoa hầu như không lớn hơn. Đài hoa hình ống, dạng mo, có khe chẻ, cắt cụt, các răng khó thấy. Các thùy tràng hoa gần bằng nhau, hình mác, nhiều gân, màu ánh vàng. Bao phấn với phần phụ dài, dạng mỏ, các ngăn song song, rất nhẵn bóng, hình thoi. Cánh môi thuôn dài-tròn, chẻ đôi khác biệt, các thùy hình mác tù. Nhị lép bên ngắn, dạng phiến, tù, hợp sinh gần đáy cánh môi. Đầu nhụy hình ống, có lông rung. Tuyến mật 2, hình dùi. Bầu nhụy nhẵn nhụi. Vỏ quả ngoài mỏng; hạt ít (1-4), nén ép, gần hình cầu, 6 × 6 mm, sẫm màu, hơi có đốm, có áo hạt bao bọc. Áo hạt hình chuông, có thùy. Ra hoa và tạo quả khoảng tháng 9.
Loài này không thể nhầm lẫn với các loài họ hàng gần trong tổ Dimczewiczia với cụm hoa đầu cành (trên ngọn). Rất dễ dàng phân biệt nó với Z. marginatum do nó không có lưỡi bẹ dài và phiến lá nhọn thon kép; với Z. capitatum do không có cành hoa bông thóc dài, bẹ lá nhẵn nhụi, lá bắc hình mác có lông nhung, nhị lép dài, cánh môi hình tròn thò ra.
Nó cũng khác với Z. gramineum (thuộc tổ Zingiber, với 2 kiểu cụm hoa hoặc là đầu cành không cuống hoặc là ở bên, từ thân rễ với cuống dài), ở chỗ loài kia có cành hoa bông thóc có thể xếp lợp lỏng lẻo và lá bắc rậm lông. Về mức độ xồm xoàm lông lá thì nó có thể so sánh với Z. puberulum (thuộc tổ Zingiber), nhưng khác ở nhiều đặc điểm quan trọng khác, như loài kia cao lớn hơn với cành hoa bông thóc mọc từ thân rễ trên cuống cụm hoa từ trung bình tới dài.
Z. rufopilosum có phiến lá bền chắc tương tự như ở lá sậy (Arundo), với lông ngắn, màu hung đỏ, cứng, rậm, hơi dính che phủ thân ở giai đoạn phát triển ban đầu, mặt dưới lá và đỉnh các lá bắc phía dưới, là những đặc điểm khác biệt nổi bật.